# Shane Kelly
Shane John Kelly (Ararat, 7 gennaio 1972) è un ex pistard australiano.
Kelly era specialista nella cronometro 1.000 metri, comunemente nota come chilometro da fermo. Kelly ha annunciato il suo ritiro dalle competizioni internazionali alla fine delle Olimpiadi estive di Pechino 2008.
Dopo il ritiro dall'attività agonistica, lavora a programmi di formazione motivazionale e di allenamento per il ciclismo.

## Carriera
Shane Kelly ha iniziato a pedalare all'età di cinque anni. Ha raggiunto il successo da juniores, vincendo il titolo junior nel chilometro da fermo ai campionati nazionali australiani di ciclismo.
Ha partecipato a cinque Olimpiadi. Ha vinto la medaglia d'argento nella prova a cronometro 1.000 metri ai Giochi olimpici estivi di Barcellona 1992.
Kelly è ben noto per uno spiacevole incidente accadutogli alle Olimpiadi di Atlanta 1996. Entrato in pista per la prova del chilometro da fermo, di cui era il detentore del record mondiale ed il principale favorito, durante la fase iniziale della gara, il suo piede scivolò dal pedale e non riuscì più a correre. Kelly vinse una medaglia di bronzo alle Olimpiadi di Sydney 2000 e arrivò quarto alle Olimpiadi di Atene 2004 nella stessa gara.
Sempre nel 2004 ha partecipato alla prova del keirin, vincendo la medaglia di bronzo. Era quarto sulla linea del traguardo, ma un altro ciclista è stato squalificato per guida pericolosa. La prova a cronometro 1.000 metri è stata rimossa dal programma olimpico dopo il 2004. Alle Olimpiadi di Pechino 2008 Kelly è arrivato quarto nel Keirin.
Shane Kelly è stato il campione del mondo nel chilometro da fermo per tre volte consecutive, dal 1995 al 1997. Ha anche gareggiato ai Giochi del Commonwealth, vincendo l'oro nella cronometro 1.000 m nel 1994 e 1998. Kelly ha anche vinto un campionato del mondo nel Team Sprint nel 1996.

## Palmarès
- 1990

Campionati australiani, Chilometro a cronometro Juniores
- 1991

Campionati australiani, Chilometro a cronometro
- 1994

Giochi del Commonwealth, Chilometro a cronometro
- 1995

Campionati mondiali, Chilometro a cronometro
- 1996

Campionati australiani, Chilometro a cronometro
Campionati mondiali, Chilometro a cronometro
Campionati mondiali, Velocità a squadre (con Darryn William Hill e Gary Neiwand)
- 1997

Campionati mondiali, Chilometro a cronometro
- 1998

Giochi del Commonwealth, Chilometro a cronometro
- 1999

Campionati australiani, Keirin
- 2001

Campionati oceaniani, Chilometro a cronometro
- 2003

Coppa del mondo, Chilometro (Sidney)
- 2004

Campionati oceaniani, Chilometro a cronometro
Coppa del mondo, Chilometro (Manchester)
Campionati australiani, Chilometro a cronometro
Campionati oceaniani, Velocità a squadre (con Ben Kersten e Jason Niblett)
- 2005

Sydney Thousand, Keirin
Campionati australiani, Velocità a squadre (con Joel Leonard e Jason Niblett)
Campionati oceaniani, Velocità a squadre
- 2006

Coppa del mondo, Keirin (Los Angeles)
- 2007

Campionati oceaniani, Keirin
Coppa del mondo, Velocità a squadre (Sidney, con Ryan Bayley e Daniel Ellis)
Campionati oceaniani, Velocità a squadre (Sidney, con Ryan Bayley e Daniel Ellis)
- 2008

Campionati australiani, Velocità a squadre (Sidney, con Mark French e Shane Perkins)

## Piazzamenti

### Competizioni mondiali
- Campionati mondiali

Middlesbrough 1990 - Chilometro Juniores: 3°
Hamar 1993 - Chilometro: 2°
Palermo 1994 - Chilometro: 3°
Bogotà 1995 - Chilometro: vincitore
Manchester 1996 - Chilometro: vincitore
Manchester 1996 - Velocità a squadre: vincitore
Perth 1997 - Chilometro: vincitore
Perth 1997 - Velocità a squadre: 3°
Bordeaux 1998 - Chilometro: 2°
Bordeaux 1998 - Velocità a squadre: 2°
Berlino 1999 - Chilometro: 2°
Ballerup 2002 - Chilometro: 3°
Stoccarda 2003 - Chilometro: 2°
Melbourne 2004 - Chilometro: 6°
Los Angeles 2005 - Keirin: 3°
Bordeaux 2006 - Velocità a squadre: 3°
Manchester 2008 - Keirin: 8°
- Giochi olimpici

Barcellona 1992 - Chilometro: 2°
Sidney 2000 - Chilometro: 3°
Atene 2004 - Chilometro: 4°
Atene 2004 - Keirin: 3°
Pechino 2008 - Velocità a squadre: 4°
Pechino 2008 - Keirin: 4°